# Karnatak-universiteit
De Karnatak-universiteit (Kannada: ಕರ್ನಾಟಕ್ ವಿಶ್ವವಿದ್ಯಾನಿಲಯ) is een openbare universiteit in India. De universiteit werd in 1949 opgericht. Aanvankelijk bevond de universiteit zich bij Bombay, maar in oktober 1949 verhuisde hij naar Dharwad in de staat Karnataka.
De campus van de universiteit heeft een oppervlakte van 3 km². Dr. D. C. Pavate was van 1954 tot 1967 de vice-kanselier van de universiteit. Aan hem wordt de snelle ontwikkeling van de universiteit in deze periode toegeschreven.
De Karnatak-universiteit is de op een na oudste universiteit in de Indiase staat Karnataka, na de Universiteit van Mysore.
De universiteit telt momenteel drie faculteiten: kunst, wetenschap en sociale wetenschappen. Binnen deze faculteiten bestaan verschillende departementen en studierichtingen.